# Alison Goldfrapp
Allison Elizabeth Margaret Goldfrapp (Enfield, 13 de mayo de 1966), es una cantante y compositora inglesa.

## Vida
Alison Goldfrapp nació en Enfield, Inglaterra, siendo la más joven de seis hermanos. Su padre, Nick, era un antiguo oficial del ejército que trabajó para la Spastics Society y la English Heritage. Su madre, Isabella, era enfermera. Mientras crecía, la familia de Goldfrapp se mudaba constantemente de un sitio a otro, hasta que se asentaron en Alton, una pequeña ciudad al norte de Hampshire. Alton se convirtió en el punto de partida del interés que despertó la música en Goldfrapp, cuando cantó durante un breve periodo en la banda Fashionable Living Dead, una banda formada por ella y sus amigos cercanos anarquistas.

## Carrera

### 1999-actualidad:Goldfrapp
Alison Goldfrapp fue presentada al compositor Will Gregory en 1999 tras haber escuchado este una versión primeriza del tema Human. Gregory sintió una conexión con Goldfrapp y la invitó a grabar una demo para la banda sonora que este estaba componiendo para una película, para comprobar así si podían trabajar juntos. La demo nunca fue terminada, aunque la sesión de grabación fue agradable. Tras varios meses de llamadas telefónicas, decidieron formar un grupo musical y empezaron a tocar bajo el apellido de Goldfrapp.
El dúo empezó a grabar su primer álbum a lo largo de un periodo de seis meses, desde septiembre de 1999, en un bungalow alquilado en el campo, en Wiltshire. El proceso de grabación fue complicado para Alison, que se sentía sola y molesta por los ratones e insectos que había en el bungalow. El disco debut de la banda, Felt Mountain fue lanzado en el 2000 y contenía las voces sintetizadas de Alison sobre paisajes sonoros de cine. Las letras de Felt Mountain fueron escritas por Alison y son historias abstractas y obsesivas inspiradas en películas, en su niñez y en la soledad que sintió al grabar el disco.
Goldfrapp lanzaron su segundo disco, Black Cherry en 2003. El grupo grabó el álbum en un estudio oscuro en Bath, Inglaterra. Las paredes del estudio fueron recubiertas de luces de neón y Goldfrapp las utilizó para escribir sus ideas para las canciones. El disco se centró bastante más en la música dance y en el glam rock basado en sintetizadores que su antecesor. Black Cherry alcanzó el puesto 19 en la lista de discos de Reino Unido y vendió 52.000 copias en Estados Unidos. Contiene algunos de los sencillos más exitosos y reconocibles de la banda como Strict Machine
Supernature, el tercer disco de Goldfrapp, fue lanzado en 2005. El disco condensa el pop y la música electrónica y dance tan presentes en Black Cherry, aunque se centra más en sutiles ganchos que en los grandes coros que contenía su antecesor. Se vendieron un millón de copias de este disco en todo el mundo y fue nominado a los Premios Grammy.
Seventh Tree, el cuarto disco de Goldfrapp, apareció en 2008 y debutó en el puesto 2 de la lista de discos de Reino Unido. El disco es un alejamiento del pop y de la música dance y electrónica de Supernature, y contiene música de ambiente y medios tiempos. El grupo se inspiró en una sesión de radio acústica que realizaron, que llevó al dúo a incorporar guitarras acústicas en su música para crear sonidos cálidos y delicados.
Head First, el quinto disco fue publicado en 2010 con una estética ochentera. Contiene los sencillos Rocket y Alive. El álbum recibió una nominación en la categoría al "Mejor álbum de Dance/Electrónica" en los Premios Grammy de 2011
La banda publicó dos discos más antes de separarse, Tales of Us en 2013, y Silver Eye de 2017

### Discografía en solitario
- The love invention (2023)

## Letras y estilo musical
Alison Goldfrapp toma inspiración de un rango de artistas y géneros musicales. De adolescente ella escuchaba a Kate Bush, T. Rex, Donna Summer e Iggy Pop y descubrió a Serge Gainsbourg mientras se encontraba trabajando en Bélgica. Mientras viajaba por Europa a principios de los 90, también comenzó a escuchar música disco polaca y música de cabaret de la República de Weimar. Otros medios, incluido el cine, han tenido tal impacto en Goldfrapp que cita a Callejón sin salida, de Roman Polanski, el film de culto The Wicker Man y la saga de James Bond como sus influencias. Ella, además se inspira en el surrealismo y en la naturaleza, todo ello apareciendo en las portadas de los discos, que diseña Alison en colaboración con Big Active.
Goldfrapp cree que la música es una experiencia visual, por tanto visualiza sus letras antes de escribirlas. Mientras escribe, Goldfrapp usa sus letras para crear melodías y tambores. Sus composiciones se caracterizan por el uso de animales para describir estados y emociones humanas.

## Imagen pública

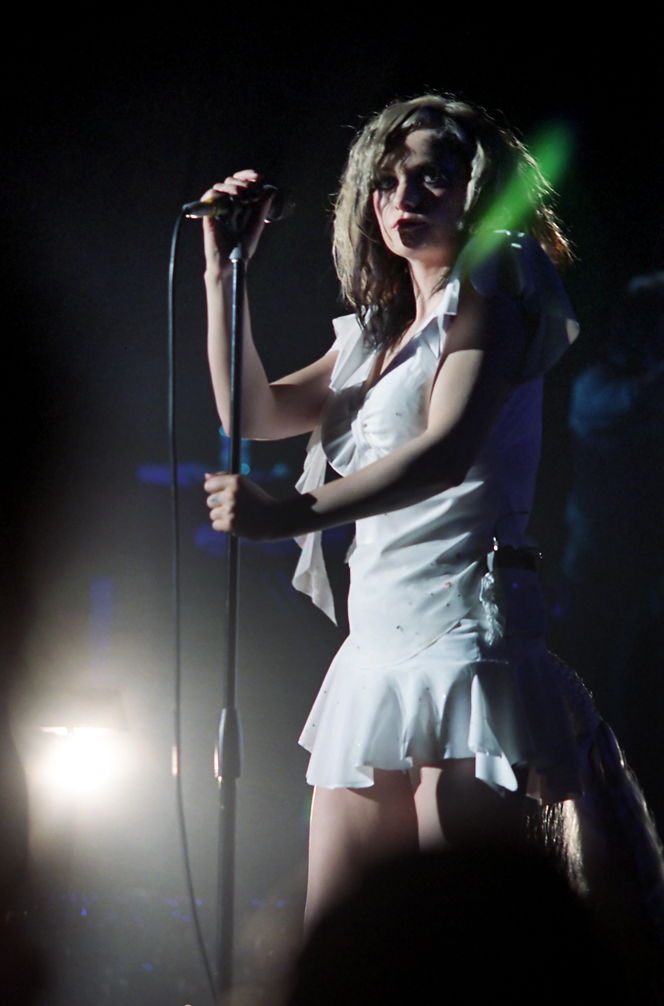
Alison Goldfrapp, octubre, 2003.

Goldfrapp es a menudo identificada por su aspecto único. Primero cambió su imagen en 2003, de un sofisticado aspecto inspirado en Marlene Dietrich a uno de diva New Wave. La imagen reinventada incluyó pestañas falsas, camisetas personalizadas, uniformes militares y medias de rejilla. En su gira de 2004, partes de los conciertos en directo de Goldfrapp contenían la presencia de ella vestida de blanco y con una cola de caballo en su traje, junto con bailarinas con cabezas de ciervo, inspirados por su interés en los animales y la mitología.
En 2008, Goldfrapp reinventó su imagen de nuevo, esta vez como si fuese la de un artista de circo. La portada del disco Seventh Tree era una imagen de ella vestida de payaso ya que es una imagen icónica con muchas connotaciones. Para el disco decidió bajar el tono de su imagen abiertamente sexual, pues sentía que eso se estaba llevando por delante la música. Su nueva imagen, inspirada en el paganismo, la llevó a vestirse de blanco o con trajes con tiras colgantes de colores y con el pelo suelto, rubio y rizado.
En 2010, Goldfrapp adoptó una imágen con estética disco ochentera con influencias de Olivia Newton-John para el disco, Head First. En el primer sencillo, Rocket, Alison aparece conduciendo un tráiler enfundada en un mono rosa.
Tales of US trajo una imagen sofisticada e intimista influida por las películas clásicas y el cine negro.

## Vida privada
En febrero de 2010 Goldfrapp habló por primera vez de su sexualidad. En una entrevista con The Times, la cantante confirmó que estaba saliendo con la editora Lisa Gunning, diciendo lo siguiente: "Pienso en todo lo que es ser una persona y en una relación, y estoy en una relación maravillosa con una persona maravillosa. Y resulta que es una chica."